# Nhà thờ chính tòa Solsona

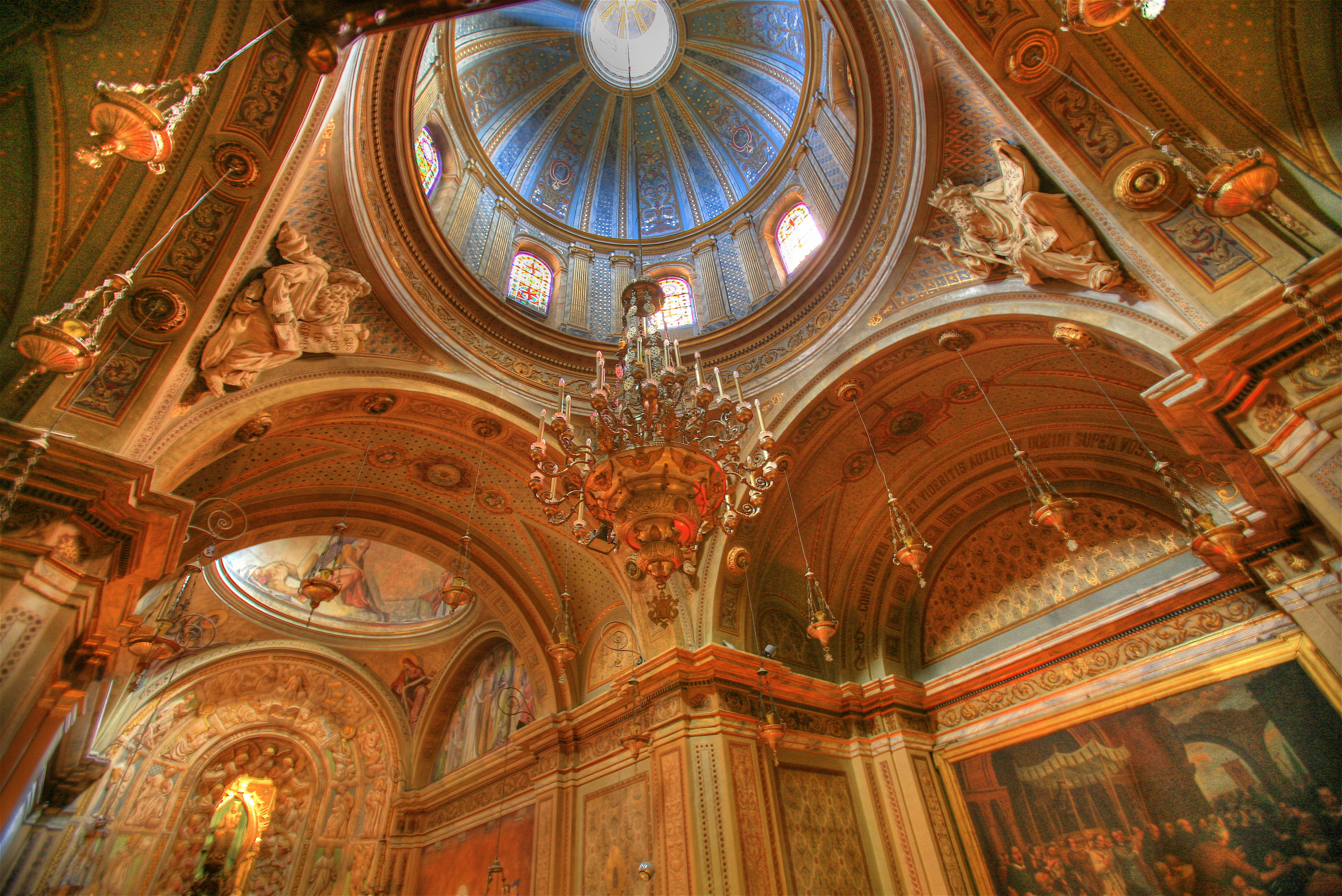
Bên trong Nhà thờ chính tòa Solsona

Nhà thờ chính tòa Solsona là một nhà thờ chính tòa nằm ở Solsona, Lleida, Catalonia. Hậu đường của nhà thờ theo phong cách Roman có từ thế kỷ 12.